# Angai
Angai est un village du Cameroun situé dans l’arrondissement d’Andek-Ngie, dans le département de Momo et dans la Région du Nord-Ouest.

## Population
Lors du recensement de 2005, on a dénombré 415 habitants à Angai, dont 196 hommes et 229 femmes.